# ポケットモンスター 金・銀
『ポケットモンスター 金・銀』（ポケットモンスター きん・ぎん）は、任天堂より1999年11月21日に発売されたゲームボーイ用ロールプレイングゲーム『ポケットモンスター 金』と『ポケットモンスター 銀』の総称。この項目では、『ポケットモンスター 金』と『ポケットモンスター 銀』および、2000年12月14日に発売されたこれらの別バージョンである『ポケットモンスター クリスタルバージョン』を扱う。
本作のリメイクについては、『ポケットモンスター ハートゴールド・ソウルシルバー』を参照。
ニンテンドー3DS用バーチャルコンソール版については、後述する「バーチャルコンソール」の節を参照。

## 概要
『ポケットモンスター 金』と『ポケットモンスター 銀』は『ポケットモンスター』シリーズ完全新作（別バージョンやリメイク以外の本編作品の新作）の2作目であり、『ポケットモンスター 赤・緑・青・ピカチュウ』の続編でもある。パッケージのポケモンは、『金』がホウオウ、『銀』がルギア。ホウオウ、ルギアとも伝説のポケモンという設定で、今作以降のポケットモンスターシリーズのパッケージを飾るポケモンは、すべて伝説のポケモンである。ゲームボーイカラー専用ソフトという括りではないものの、グラフィックや通信インターフェースなど全面的にゲームボーイカラーに対応しており、また、カートリッジにリアルタイムクロックを内蔵することで、現実世界と作中の時間の流れが連動する要素も盛り込まれている。
本作では『赤・緑』の舞台となった「カントー地方」の西に隣接する形で存在する「ジョウト地方」がシナリオ前半の舞台となり、後半のシナリオではカントー地方が主な舞台となる。作中では前作から3年が経過しているという設定で、オーキド博士のみならず、前作の主人公やライバル、ジムリーダーなど多数の主要な登場人物も続投している。
タイトルである『金・銀』について、プロデューサーの石原恒和は、「ピンクや紫でも良かったが、それでは前作の延長にしかならない。でも「金・銀」なら、前作の延長としての色のバリエーションでありながら、「赤・緑」とは違う“色＋アルファ”が表現できたのではないか」と語っている。
『金』と『銀』の内容の主な違いは、特定のポケモンの出現率、出現するポケモンの種類、ポケモン図鑑のテキスト、ポケモンのグラフィックで、シナリオやキャラクターの台詞に違いはない。2バージョン同時発売されたタイトルで、バージョンごとにポケモンのグラフィックが異なっているのは本作のみ。
登場するポケモン全251種類（幻のポケモンミュウとセレビィ含む）のうち100種類が新しいポケモンで、そこには前作から存在するポケモンから進化したポケモン（ヤドキングなど）と、前作から存在するポケモンの進化前のポケモン（ピチューなど）も含んでいる。基本的に新ポケモンのすべてが新しい舞台であるジョウト地方に生息しているわけではなく、カントー地方の特定の場所でしか出現しないデルビルやマグマッグのようなポケモンも珍しくはない。『金』と『銀』の2バージョンあれば図鑑が完成するわけではなく、フシギダネ、ヒトカゲ、ゼニガメをはじめとする『赤・緑』のシナリオ中のイベントで1匹しか手に入らないポケモンは、タイムカプセル（後述）を利用して本作へ連れてこなければ入手できない。
新しい技も数十種類追加された。また、前作から存在する技のうちいくつかの性能が変更されており、ゲームバランス、特に対戦に少なからぬ影響を与えた。例えば、「かみつく」はタイプが「ノーマル」から「あく」に変更され、急所率が素早さに依存しなくなり、通常の急所率の8倍で急所に当たる技「きりさく」や「はっぱカッター」などは通常の急所率の4倍程度に引下げられたり、3割の確率で相手を「こおり」（事実上の戦闘不能）状態にする「ふぶき」の命中率と追加効果の発動率が低下し、状態異常である「こおり」状態の行動不能は一定確率で回復するように変更された。
このような新しいポケモン、新しい技は本作以降も完全新作のたびに追加されている。
大韓民国ではライセンスの都合上、『ポケットモンスター 赤・緑』が発売されなかったため、本作が最初に発売されたポケモンソフトとなったが、後述する『クリスタルバージョン』と同様にゲームボーイカラー専用であるため、カラー以前のゲームボーイシリーズではプレイ出来ない。

## ゲームシステム
前作と共通しているシステムも多いため、『ポケットモンスター 赤・緑#ゲームシステム』も参照すること。
ここでは主に本作で導入された新要素を解説する。
- 電話、ラジオ、タウンマップ、時計の機能が集約された腕時計型のアイテム「ポケギア」がメニュー項目として登場した。
- 四天王、チャンピオン以外のトレーナーの一部と再戦ができるようになった。再戦可能なトレーナーからポケギアで連絡が入ることがある。シナリオの進行度合いと再戦回数によって、トレーナーの手持ちポケモンが成長するのも特徴である。
- 一度覚えさせると原則二度と忘れさせられない「ひでんわざ」も含め、任意の技を忘れさせてくれるNPCが登場した。
- サファリゾーンが廃止された一方で、制限時間内にあらかじめ渡された専用ボールを使って「むし」タイプのポケモンを捕まえる「むしとりたいかい」が、火、木、土曜日に開催される。何匹でも捕まえられるもののキープしておけるのは常に1匹のみで、制限時間経過時点でキープしていたポケモンの強さや珍しさをもとに採点され順位が決まる。この大会でしか手に入らないアイテムも存在している。
- 自分の部屋を「もようがえグッズ」で自由に飾り付けることができる。グッズは後述する「ふしぎなおくりもの」で手に入る。

### 時計機能
カートリッジ内部に搭載されたリアルタイムクロックにより、ゲーム中では現実世界と同じように時間が流れている。ポケギアには現在の曜日と時刻が表示されるが、その表示される時刻がそのままゲーム内の時間帯、朝 (4:00〜9:59) 、昼 (10:00〜19:59) 、夜 (20:00〜3:59) となる。時刻と曜日は一度設定すると任意で変更することはできない。
この時間帯によって各フィールドにおけるポケモンの出現率と出現する種類が変わり、また曜日ごとに特定のイベントが発生する、特定の曜日と時間帯が一致した場合にのみ起きるイベントなどがある。フィールド上のグラフィックも時間帯によって明るさが変化し、朝は昼に比べ色が若干色味が薄めに表示され、夜は薄い青紫色がかった表示となる。

### 新しいタイプと相性の変更
2つの新しいタイプ「あく」と「はがね」が追加された。「でんき」から「でんき/はがね」に変更されたコイルとレアコイル以外の新タイプを持つポケモンは、すべて本作で新登場したポケモンである。
この新タイプの追加でタイプの相性によるタイプの強弱、つまりゲームバランスが変化したが、そのことについて開発元であるゲームフリークの森本茂樹は「前作と同じで、結局エスパーが強いという話ではおもしろくない」と語り、西野弘二は「あく」と「はがね」を追加した理由について、「一番の目的はエスパー対策」と語っている。
- 「あく」タイプの技は、「エスパー」「ゴースト」に対して「こうかはばつぐん」、「かくとう」「あく」「はがね」タイプに対して「こうかはいまひとつ」となる。「あく」に対して、「かくとう」「むし」タイプの技は「こうかはばつぐん」、「ゴースト」「あく」タイプの技は「こうかはいまひとつ」、「エスパー」タイプの技は「こうかがない」となる。
- 「はがね」タイプの技は、「こおり」「いわ」に対して「こうかはばつぐん」、「ほのお」「みず」「でんき」「はがね」タイプに対して「こうかはいまひとつ」となる。「はがね」に対して、「ほのお」「かくとう」「じめん」タイプの技は「こうかはばつぐん」、「ノーマル」「くさ」「こおり」「エスパー」「ひこう」「むし」「いわ」「ゴースト」「ドラゴン」「あく」「はがね」タイプの技は「こうかはいまひとつ」、「どく」タイプの技は「こうかがない」となる。
- 「こおり」タイプの技が、「ほのお」に対して通常のダメージではなく、「こうかはいまひとつ」になった。
- 「どく」タイプの技が、「むし」に対して「こうかはばつぐん」ではなく、通常のダメージを与えるようになった。
- 「むし」タイプの技が、「どく」に対して「こうかはばつぐん」ではなく、「こうかはいまひとつ」になった。
- 「ゴースト」タイプの技が、「エスパー」タイプに対して「こうかがない」ではなく、「こうかはばつぐん」になった。

### ポケモンの能力値に関する仕様変更
特殊攻撃の攻撃力とそれに対する防御力を兼ねていた「とくしゅ」（特殊能力）が、「とくこう」（特殊攻撃力）と「とくぼう」（特殊防御力）に分割された。ただし、この2つの能力の「生まれつきの強さ」と「基礎ポイント」は共通しており、ステータス画面で実際に見ることができる「とくこう」と「とくぼう」の能力値は、両者で共通している「生まれつきの強さ」と「基礎ポイント」、ポケモンの種族ごとに設定された「とくこう」と「とくぼう」の「ポケモンの種類ごとの能力」によって算出されている。
前作から存在しているポケモンすべての「とくこう」と「とくぼう」の「種類ごとの能力」について、いずれか片方は前作での「とくしゅ」の値と同じで、もう片方は新規に値が設定されている。両方ともまったく同じ値に設定されたポケモンもいるが、高い「とくしゅ」を誇っていたポケモンは片方は以前よりも低く（例.ドククラゲのとくこう）、「とくしゅ」の低かったポケモンは片方が欠点を補うように高めに設定されている（例.エビワラーのとくぼう）傾向がある。

### ポケモンの性別
ポケモンの性別は、前作ではニドラン以外では触れられておらずゲームシステムとして存在しなかった概念だが、本作から設定上・ゲームシステム上のいずれでもほとんどのポケモンにオスまたはメスの性別が存在するようになった。性別が存在するポケモンの場合、そのポケモンの「こうげき」の生まれつきの強さがある基準よりも高い場合はオス、低い場合はメスになるが、その基準はポケモンの種類ごとに異なっている。
多くのポケモンは必ずオスかメスのどちらかであるが、ルージュラ（メスのみ）やケンタロス（オスのみ）のようにどちらか片方の性別しかいない種類も存在する。ヒトデマンのようなモチーフとなった生物自体に性別のないポケモン、ビリリダマのようにそもそも生物自体がモチーフではないもの、伝説のポケモンはすべて「せいべつふめい」（性別不明）とされており、ゲーム上でも性別の表示はない。ただし性別不明は必ずしも性別が存在しないという意味ではないとされ、実際にはポケモン研究家がまだ正しく性別を判断できる段階にない場合もあるとされている。後のシリーズである『ポケットモンスター ルビー・サファイア』には、伝説のポケモンでありながらも性別が明示されたラティアスとラティオスが登場している。
性別は、ゲーム上では後述するタマゴの要素と技「メロメロ」に関わる。

### タマゴ
ゲーム中で他のポケモンと同じように手持ちに加えたりボックスに預けたりできる「タマゴ」とは、たまごポケモンのタマタマやラッキーに直接関係するものではなく、ポケモンの赤子が入った卵そのものを指す。設定上、誰も生まれる瞬間を見たことはなく実際にポケモンが生んだ卵そのものかどうかは定かではないとされ、ウツギ博士によって「保育器のようなものかもしれない」との仮説が唱えられたとされている。
ゲームシステムとしての「タマゴ」は、以下の条件を満たす組み合わせのポケモンをそれぞれ1匹ずつ育て屋夫婦に預け、ある程度フィールドを歩くと発見されるもので、さらにこのタマゴを育て屋夫婦からもらい手持ちに加え一定歩数移動することで、タマゴからメスと同じ種類の系統のポケモン（オスのポケモンとメタモンを預けた場合はオスと同じ種類の系統のポケモン）をのうち一度も進化してない種類のポケモンのレベル5の個体が孵るという仕組みになっている。タマゴは、野生のポケモンを捕獲する、ゲーム中のイベントで手に入れる以外の新たなポケモン入手の手段である。
- 同じ「タマゴグループ」に属するポケモンのオスとメス
- オス・メスいずれかのポケモンとメタモン
- 「せいべつふめい」のポケモンとメタモン

「タマゴグループ」とは、ポケモンのタマゴが見つかる組み合わせに関わるポケモンの分類であり、すべてのポケモンはその種類ごとにどのグループに属するかが定められている。「タマゴみはっけん」に属するポケモンを預けた場合はいかなる場合もタマゴは見つからない。
タマゴグループ一覧
- かいじゅう
- こうぶつ
- しょくぶつ
- すいちゅう1
- すいちゅう2
- すいちゅう3
- ドラゴン
- ひこう
- ひとがた
- ふていけい
- むし
- ようせい
- りくじょう
- メタモン
- タマゴみはっけん：伝説のポケモン、『金・銀』で新たに登場した進化前のポケモン（例、ピチュー）など。
- せいべつふめい：性別がなくメタモンと一緒に預けないとタマゴが見つからないという事情からの便宜的なものであり、性別不明のポケモンであっても実際のゲームデータ上では上記のいずれかに設定されている。

生まれるポケモンがレベルアップで覚える技を両親が育て屋夫婦に預けられたときに覚えていた場合は、生まれてくるポケモンもその技を覚えている（親が預けられている間に育ってその技を忘れてしまっていても問題ない）。また生まれてくるポケモンの「タマゴから生まれる場合のみに覚えている技」の中に、預けたオスのポケモンが覚えている技と同じものがあれば、生まれたポケモンもその技を覚えている。例えば、「しょくぶつ」グループに属し「はなびらのまい」と「ねむりごな」を覚えているナゾノクサのオスと、「しょくぶつ」グループに属し「ねむりごな」を覚えているフシギダネのメスで見つかるタマゴからは「はなびらのまい」と「ねむりごな」を覚えたレベル5のフシギダネが孵る。オスのポケモンとメタモンを預けた場合であっても、生まれてくるポケモンの「タマゴから生まれる場合のみに覚えている技」の中に、預けたオスのポケモンが覚えている技と同じものがあれば、生まれたポケモンもその技覚えている。

### 持ち物
手持ちポケモンであるか預けているかを問わず、ポケモン1匹ごとに道具（たいせつなものは不可）を持たせることができる。
それにより、以下のようなことができるようになった。
- 持たせた道具を戦闘中にポケモンが自分で使用する。
- 特定のポケモンに特定の道具を持たせて通信交換すると、持っていた道具を消費してポケモンが進化する。
- 道具を持たせて通信交換することで、道具の交換ができる。

### 懐き
『ピカチュウ』版ではオーキド博士からもらったピカチュウ（IDNo.が一致する場合）のみに懐きの概念が存在したが、本作から所持している自分のポケモンすべてに懐きの度合いが存在するようになった。ポケモンの種類ごとにそのポケモンを入手したとき（捕獲、譲渡、通信交換）のなつき度の初期値が決まっており、一定歩数連れて歩く、特定のアイテムを使う、瀕死状態にするなどの行動で増減する。また、通信交換に出すと初期値に戻る。
懐きの具合に関連する要素は以下の通り。
- ある程度以上懐いた特定の種類のポケモンがレベルアップした時に進化する（トゲピー→トゲチックなど）。
- ある程度以上懐いたポケモンを見せると道具をくれるNPCがいる。
- 懐き具合が高いほど、技「おんがえし」の威力が上がり、低いほど下がる。
- 懐き具合が低いほど、技「やつあたり」の威力が上がり、高いほど下がる。

### 色違いのポケモン
「いかりのみずうみ」で必ず遭遇する赤いギャラドス（通常は青）のように、体の色が通常と異なる場合がすべてのポケモンの種類に存在し得る。遭遇時には光るようなエフェクトが発生し通常との違いは一目瞭然であるが、プレイ中の本体がカラー表示でない場合は光るようなエフェクト以外では区別しづらい。
色違いであるかどうかはポケモンの生まれつきの強さと関係しており、すでに通常の色のポケモンが新たに色違いのポケモンになることは一切ない。野生のポケモン、ゲーム中で人からもらう（おや、IDNo.が他人扱いは除く）、タマゴから孵るなど入手条件は問わないものの、色違いのポケモンを目にする確率は非常に低いものとなっている。

### タイムカプセル
「タイムカプセル」は、エンジュシティまでシナリオを進めると利用可能になる通信交換のための新たな施設で、ここで本作『金・銀・クリスタルバージョン』と前作『赤・緑・青・ピカチュウ』のポケモンを通信交換することができる。前作から送るポケモンに制約は一切ないものの、本作から送ることができるポケモンは前作にも存在する、図鑑番号が001から151までのポケモンとなる。覚えている技にも制約があり、前作に存在しない技を覚えているポケモンをその技を忘れさせない限り送ることはできない。
前作から連れてきたポケモンは何らかの道具を持っていることが多く、何を持っているかはそのポケモンをどのように入手したかによることが多い。例えば、野生のピカチュウを捕まえて進化させたライチュウは「きのみ」を持っており、最初から野生のライチュウとして出現したものを捕獲して送った場合は「きんのはっぱ」を持っている。
No.001から151のポケモンに前作から存在した技でありながらも本作で初めて覚えられるようになった技（例、フシギダネのずつき）を覚えさせて前作に送ることもできる。
フシギダネ、ヒトカゲ、ゼニガメ、オムナイト、カブトとそれらの進化形や伝説のポケモンであるフリーザー、サンダー、ファイヤー、ミュウツーを入手するには、このタイムカプセルを利用して前作から連れてくることが必要となる。また前作の「わざマシン」でのみ覚えられる技（例、すてみタックル）を覚えたポケモンがほしい場合も、タイムカプセルを利用する必要がある。

### ふしぎなおくりもの
ゲームボーイカラー本体の赤外線通信機能を利用した遊びで、1日5回まで（同じIDNo.のセーブデータとは1日1回まで）他の『金・銀・クリスタルバージョン』と行え、お互いにランダムに何らかの道具などが手に入る。特にここでしか手に入らない「もようがえグッズ」がある。また、最後にふしぎなおくりものをした相手のその時の手持ちポケモンを持ったトレーナーとトキワシティの「トレーナーハウス」で戦うことができる。
この遊びは本体がゲームボーイカラーの場合のみ可能となる。

## ストーリー
ジョウト地方のワカバタウンに住む主人公はある日、この町でポケモンの進化についての研究を行っているウツギ博士に呼び出される。さっそく隣町ヨシノシティの先30番道路にあるポケモンじいさんの家までお使いを頼まれ、その際に博士が見つけたという新しいポケモンヒノアラシ、ワニノコ、チコリータのいずれかをもらう。ポケモンじいさんの家に偶然居合わせたオーキド博士にトレーナーとしての才能を見抜かれポケモン図鑑を渡される。帰ろうとした矢先、博士から「ポケモンが盗まれた」と、緊急の連絡が入る。帰路の途中、赤い髪の目つきの鋭い同い年くらいの少年に因縁をつけられバトルとなるも無事退けウツギ研究所に戻ると、オーキド博士にポケモン図鑑をもらったことに驚いたウツギ博士から「各地のポケモンジムをめぐりポケモンリーグに挑戦してはどうか」と提案される。
こうしてポケモントレーナーとなった主人公は各地を巡る過程で、一度は解散したと思われた悪の組織「ロケット団」と対決することになる。途中いかりのみずうみで出会った謎のマントの男ワタルの協力を得てチョウジタウンのアジトを壊滅させ、その後さらにコガネシティのラジオ塔を占拠するロケット団の幹部たちを倒し一連の騒動を解決に導く。
ロケット団との闘いのあと、本来の目的であったすべてのジムバッジを得て目指したセキエイ高原にたどり着いた主人公を最奥で待っていたのはあのマントの男、チャンピオンのワタルであった。

## 登場人物
前作『赤・緑』から引き続き登場する人物も多いため、ポケットモンスター 赤・緑の登場人物も参照。

## 地理

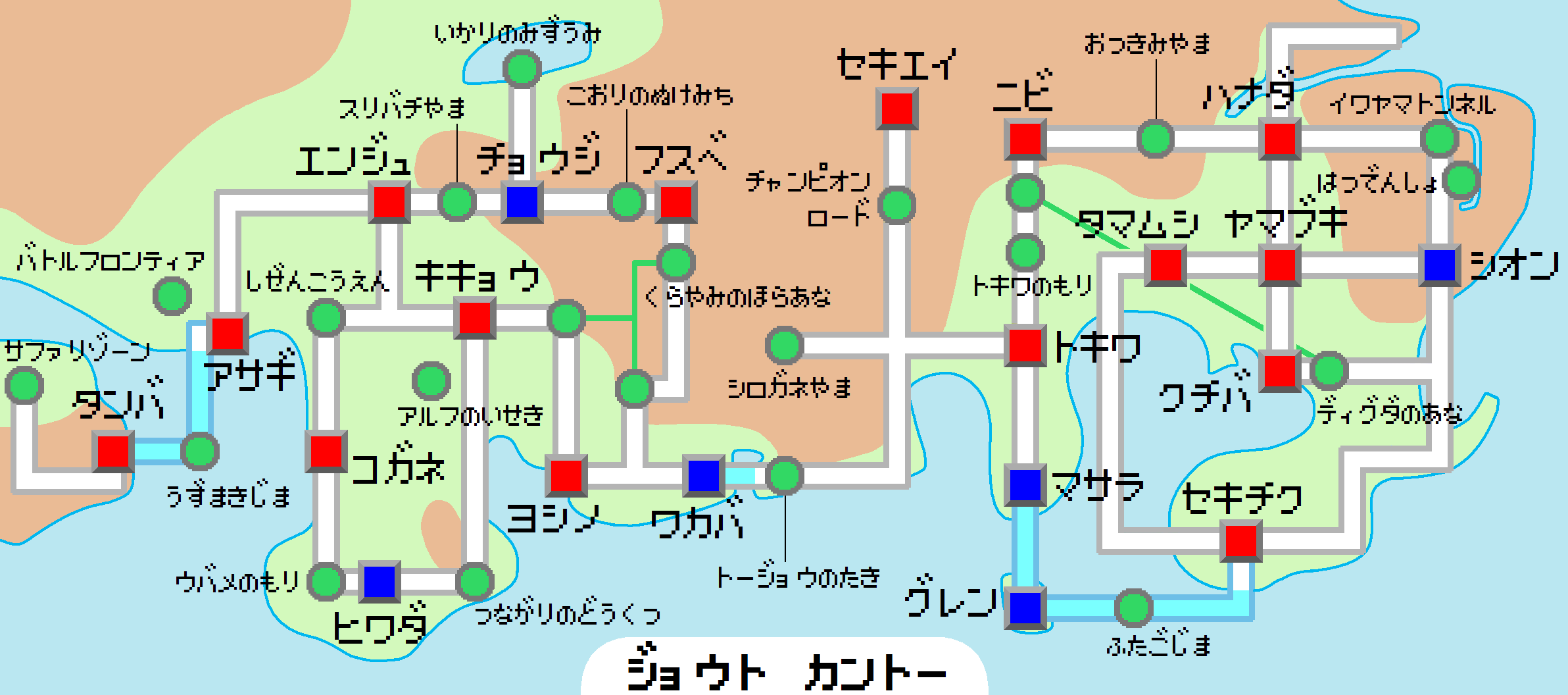
カントー地方とジョウト地方のおおまかな地図。西半分がジョウト地方。（この地図ではディグダのあながタマムシシティの下を通っているが、タマムシシティを含め、両端以外の場所ではディグダのあなとの出入りはできない）

本作では「ジョウト地方」および『ポケットモンスター 赤・緑』で登場した「カントー地方」を舞台とする。

### カントー地方
『金・銀』系では西隣にジョウト地方が陸続きで接続している。針葉樹が多いジョウト地方とは木の種類が異なり、こちらは広葉樹が多い。『金・銀・クリスタル』では、ロムカセットの容量の関係上、一部の施設やダンジョンが縮小・消滅している。

#### 都市・町
マサラタウン
主人公の家（しゅじんこうのいえ）
『金・銀』系ではレッドの家となっているが、本人は不在（ジョウト地方のシロガネ山頂上で修行中）で母親のみがおり、全く連絡をして来ない息子のことを心配している。
ライバルの家（ライバルのいえ）
『金・銀』系ではグリーンの家となっているが、本人は不在（トキワシティのジムリーダーである）で姉のみがおり、特定の時間帯に手持ちのポケモン1体を毛繕いしてくれる。
オーキド研究所（オーキドけんきゅうじょ）
『金・銀』系では面積が狭くなっている。また、ある条件を満たすとある伝説のポケモンに関連した情報を聞ける。

トキワシティ
トキワジム
『金・銀』系では、『赤・緑』系の主人公のライバルであったグリーンがジムリーダーとなっている。
『金・銀・クリスタル』では仕掛けはなく、ただ奥へ進むだけのシンプルなデザイン。ジムトレーナーは一人もいない。
ポケモントレーナーズスクール
『金・銀』系の場合はトキワシティではなく、ジョウト地方のキキョウシティにある。
トレーナーハウス
『金・銀』系のみ登場。『赤・緑』系のポケモントレーナーズスクールと同じ場所にある。
一日一回ポケモントレーナーと対戦ができる。勝負に勝つと『金・銀』では経験値と賞金がもらえる。

ニビシティ
ニビ科学博物館（ニビかがくはくぶつかん）
『金・銀・クリスタル』では、改装中のため閉館されている。

ハナダシティ
ハナダジム
『金・銀』系ではある条件を満たさない限り無人となっており、あるイベントが発生する。
ミラクル・サイクル
『金・銀・クリスタル』では、ジョウト地方のコガネシティへ移転しており、営業していない。
名無しの洞窟（ななしのどうくつ）
『金・銀・クリスタル』では、ミュウツーのエネルギー波の衝撃で崩壊してしまったため、消滅した。また、この洞窟の跡地付近をダウジングマシンで調べると、レアアイテム「はかいのいでんし」が手に入る。

クチバシティ
『金・銀』系ではビル建設費用の工面が出来ず、相変わらず空き地の状態が続いている。
クチバジム
『金・銀・クリスタル』では仕掛けが故障中である。
ポケモン大好きクラブ
『金・銀』系では太った男性からある人物の落とし物のピッピ人形をもらう。
クチバ港（クチバこう）
『金・銀』系ではジョウト地方アサギシティとを結ぶ連絡船アクア号が寄港する。

シオンタウン
カントーラジオ局（カントーラジオきょく）
『金・銀』系のみ登場。
ポケモンタワーを改装した施設。ジョウト地方のコガネシティのラジオ塔での事件の影響で警備が強化され、1階しか入れない。発電所の事件を解決するとラジオの拡張カードがもらえ、「ポケモンのふえ」が聴けるようになる。
魂の家（たましいのいえ）
『金・銀』系のみ登場。
ラジオ塔の南に位置する。ポケモンタワーをラジオ局に改装した際、ポケモンの墓を受け継いだ施設。フジ老人が管理しており、ここの他にもフジ老人しか立ち入れない霊園区画があるらしい。

タマムシシティ
タマムシゲームコーナー
『金・銀』系のみ登場。
ロケットゲームコーナーと同じ場所にある。一般の者がスタッフとして経営しており、アジトはなくなっている。

セキチクシティ
セキチクジム
『金・銀』系では、キョウが四天王へ昇格したため、その娘であるアンズがジムリーダーを務める。また、ジムトレーナーは全員アンズに変装している。
サファリゾーン
『金・銀・クリスタル』では、園長が急に海外旅行に行ってしまい不在のため休業中。
園長の家（えんちょうのいえ）
『金・銀』系ではサファリゾーン園長の孫（パルパーク園長の娘）が留守番をしている。

ヤマブキシティ
ヤマブキジム
『金・銀・クリスタル』では警備強化の影響で1階しか入れない。ただし当社製品の実物見本として「アップグレード」をもらえる。
格闘道場（かくとうどうじょう）
『金・銀・クリスタル』では道場のトップであるカラテ大王のタケノリがジョウトで修行中のため利用できない。看板には「どなたでも　どーじょー！」と書かれている。
物真似娘の家（ものまねむすめのいえ）
『金・銀』系ではヤマブキステーションに変わっており、家は街の別の場所に転居している。また、ていきけん（定期券）が手に入る。なお、ていきけんは、ヤマブキステーションを設立するに当たって転居してもらったお詫びとしてもらったと物真似娘は語っている。
ヤマブキステーション
『金・銀』系のみ登場。『赤・緑』系の物真似娘の家と同じ場所にある。
ジョウト地方コガネシティへ向かうリニア鉄道の発着駅。

グレンタウン
『金・銀』系では、2年前に火山が噴火し島の地上ほとんどが溶岩に覆われ、ポケモンセンターのみが残っている。なお、島民は全員避難が完了しているとのこと。トキワシティのジムリーダー・グリーンとはここで初めて会うこととなり、島を埋め尽くした岩壁を目前に虚無感に苛まれていたが立ち直り、主人公の挑戦を待つべくトキワジムへ戻る。
グレンジム
『金・銀』系では火山の噴火により崩壊・焼失したため双子島に移転した。双子島は火山噴火の少し前に崩れており、カツラが内部を掘削し、小さな空洞に仮設ジムを構える事になった。

#### 道路・水道
1番道路（1ばんどうろ）
『金・銀』系ではトレーナーがいる。
2番道路（2ばんどうろ）
『金・銀・クリスタル』ではトキワの森はない。ただし、道路の一部がトキワの森を再現した小さな迷路状の林になっている。
3番道路（3ばんどうろ）
『金・銀』系ではお月見山ハナダシティ側が4番道路との境界となっている。お月見山の麓のため段差が多いがトレーナーも多い。ジムリーダー・タケシに勝たなければこの道路に入れない。
『金・銀・クリスタル』では距離が若干短くなっており、トレーナーは少ない。
4番道路（4ばんどうろ）
『金・銀・クリスタル』ではポケモンセンターはなく、お月見山ニビシティ側は3番道路と同一視され、お月見山ハナダシティ側からが4番道路となっている。
5番道路（5ばんどうろ）
『金・銀』系では一般の民家で道具が貰える
7番道路（7ばんどうろ）
『金・銀』系では治安悪化の苦情が相次いだため閉鎖されている。
8番道路（8ばんどうろ）
『金・銀』系では治安悪化の苦情が相次いだため閉鎖されている。
11番道路（11ばんどうろ）
『金・銀』系ではディグダの穴の正面でカビゴンが道を塞いでいる。
19番水道（19ばんすいどう）
『金・銀』系では、グレンタウンの火山噴火の影響で砂浜が岩などで塞がり海へ出られなくなっているが、カントー発電所の再稼働後には工事が進み、障害物が撤去される。
23番道路（23ばんどうろ）
『金・銀』系では南側が消滅し、ポケモンリーグジョウト側受付ゲート（バッジチェックは8個一括）とシロガネ山のゲート（カントージムバッジ8個必要）とチャンピオンロードにそれぞれそのまま直結し、四叉路となっている。
24番道路（24ばんどうろ）
『金・銀』系でも橋を渡りきった先の25番道路で同様のイベントが発生し、最後には「金の玉」がもらえるが、トレーナーが6人に増えており、「金の玉」をくれるのは7人目のエリートトレーナーである。また、6人目のトレーナーとエリートトレーナーの間には、疲れた主人公を倒そうと卑怯な考えをして勝負を挑んでくる理科系の男が1人いるため、実質8人。
26番道路（26ばんどうろ）
『金・銀』系のみ登場。
ポケモンリーグのジョウト側受付ゲートからトージョウの滝を経由し、ジョウト地方ワカバタウンへ至る長く険しい道路の一部。途中にポケモンの回復をさせてくれる民家がある。また、ジョウト地方で決まった曜日に決まった場所に現れる曜日兄弟（姉妹もいる）の家もここにあり、卓上の手帳には誰が何曜日にどこに現れるかが書かれている。因みに兄弟姉妹は最年長からツキコ、ヒコ、ミズオ、モクオ、カネコ、ツチオ、ニチオの7人。
27番道路（27ばんどうろ）
『金・銀』系のみ登場。
ジョウト側ポケモンリーグ受付ゲートからトージョウの滝を経由し、ジョウト地方ワカバタウンへ至る長く険しい道路の一部。トージョウの滝を境に道路が東西に分断されている（26番道路側からは段差を飛び越えて通過可能）。ジョウト地方全てのジムバッジを集め、ワカバタウン東部の水辺から「なみのり」で初めて訪れるカントー地方がこの道路である。
28番道路（28ばんどうろ）
『金・銀』系のみ登場。
ポケモンリーグのジョウト側受付ゲートから西へ延び、シロガネ山へ続く道路。カントー地方全てのジムバッジ（ジョウトと合わせて計16個）を持ったポケモントレーナーのみが立ち入ることができる。シロガネ山の手前の麓へ至る草むらのエリアは木々や池、段差が多いだけでなく、生息する野生ポケモンのレベルが高いため、シロガネ山までは容易に辿り着けない。また、草むらエリアの途中で28番道路が途切れ、そこから先はシロガネ山の山麓になるため、この地点もまたワカバタウン・27番道路に次ぐカントー・ジョウト両地方の境界線となる。

#### 自然・その他
トキワの森（トキワのもり）
『金・銀・クリスタル』では2番道路の一部となっており野生のポケモンは出現しない。
お月見山（おつきみやま）
『金・銀』系では洞窟が1マップ程度に縮小され、広場が追加された。
お月見山広場
『金・銀』系のみ登場。昼間のみ営業している店があり、飲み物を購入できる。毎週月曜日の夜はピッピが集まるイベントが発生し、つきのいしを手に入れられる(『金・銀・クリスタル』ではいわくだきが必要)。

地下通路（5-6番道路間）
『金・銀』系ではカントー発電所のイベントをクリアしないと入れない。
地下通路（7-8番道路間）
『金・銀』系ではマナーの悪いトレーナーがポケモンを使って近隣に迷惑行為をしたため苦情が絶えず、閉鎖された。
アクア号
ジョウト地方アサギシティとを結ぶ定期連絡船で、曜日替わりで周航する。
ディグダの穴（ディグダのあな）
『金・銀』系では初めてニビシティ方面を訪れる際に利用するが、カビゴンのバトルをクリアしないと入れない。
カントー発電所（かんとーはつでんしょ）
『金・銀』系のみ登場。無人発電所を改築・整備した施設で、ダンジョンではなくなっている。通称「イワヤマ発電所」。
ヤマブキシティでのリニア建設・運営に伴い、新型発電機を導入した有人の発電所。リニアモーターカーやカントー全域の電気を賄っているが、発電機の部品が盗まれる事件が発生し、カントー地方各地でその影響が及ぶ。
イワヤマトンネル
『金・銀』系ではカラカラやサイホーンやガルーラと、出現する野生ポケモンの種類が大幅に増えている。
双子島（ふたごじま）
『金・銀・クリスタル』では地下部分はグレン島での火山噴火で崩壊・消失し、その後グレンジムリーダー・カツラの手で小さな洞窟が作られ、仮設ジムを運営している。また、水道間の行き来も自由になった。
グレンジム
『金・銀』系のみ登場。 双子島の洞窟崩壊後にカツラが突貫工事で構えた仮設ジム。トレーナーはいない。

ポケモンリーグ受付ゲート（ポケモンリーグうけつけゲート）
『金・銀』系ではジョウト地方のバッジのチェックが8個一度に行われ、ジョウト地方8つのバッジを全て集めた上で、秘伝技「たきのぼり」が必要な「トージョウの滝」を経由しないと辿り着く事は出来無い。東側は22番道路・トキワシティ方面、西側は28番道路・シロガネ山方面、南は26・27番道路・ワカバタウン方面、北はチャンピオンロード・セキエイ高原方面へとそれぞれ直結する。
チャンピオンロード
『金・銀』系ではジョウト地方のジムバッジを全て集めた者が入ることができる。マップは『赤・緑』系の物を簡略化した物となっている。また、トレーナーは一人もいないが、出口の手前でライバルと戦う事になる。
セキエイ高原（セキエイこうげん）
『金・銀・クリスタル』の公式マップでは、チャンピオンロードはシロガネ山東側の麓の一部となり、そこを突き抜けた先にセキエイ高原がシロガネ山の東側山腹から少し離れてそびえ立つ様に描かれている。
シバの部屋
『金・銀』系ではマグマに囲まれた部屋に変わっている、イツキ、キョウに次ぐ3番目の部屋。
ワタルの部屋
『金・銀』系ではレッドカーペットが敷かれており、その周囲にミニリュウの銅像が置かれている、イツキ、キョウ、シバ、カリンに次ぐ最後の部屋。
ライバル（グリーン）の部屋
『金・銀』系ではチャンピオンを勤めるワタルの部屋となり、奥行きが長くなるなど大幅に改装される。
イツキの部屋
『金・銀』では氷のフィールドのようになっている最初の部屋。
キョウの部屋
『金・銀』系でセキチクジムリーダーから四天王に昇格したキョウの、イツキに次ぐ2番目の部屋。
『金・銀』ではヒワダジムの内装に似ており木々が立ち並ぶ。
カリンの部屋
『金・銀』では周囲が真っ暗で奈落の如く深い絶壁に囲まれた足場の、イツキ、キョウ、シバに次ぐ4番目の部屋。

トージョウの滝（トージョウのたき）
『金・銀』系のみ登場。
27番道路にある洞窟。カントー地方とジョウト地方の境目とされている。内部には滝が流れている。この洞窟を抜けるにはなみのりとたきのぼりが必要。

### ジョウト地方
ジョウト地方は近畿地方をモチーフとしており、中部地方や四国の一部も含まれ、コガネジムリーダー「アカネ」や「まいこはん」など、大阪弁・京言葉を話すキャラクターが複数登場する。漢字では城都または条都と書く。前作同様、町の名前は色の名前に由来している。
ポケモンにまつわる遺跡や伝承が数多く残る歴史的な地方で、古風な日本家屋風の建造物が多く見られ、町の音楽も落ち着いた雰囲気のものが多い。
カントー地方とは陸続きで、トージョウの滝から西がジョウト地方、東がカントー地方である。半袖の服装をしたトレーナーが多く温暖な気候と思われるが、一方でシロガネ山やシント遺跡など豪雪地帯も存在し、マフラーを付けたトレーナーも数人いる。森林の多くは針葉樹風で、広葉樹風の木が多いカントー地方とは対をなしている。「ぼんぐり」という特殊な実が採れる木や、「ずつき」をすることでポケモンが出現する木も存在する。
出現するポケモンはジョウト地方独特の種のほかは、基本的にカントー地方と共通する。また、ポケモンの「連れ歩き」が可能な地方であり、ポケモンを連れ歩くトレーナーも多い。
ジョウト地方独自のポケモンリーグはなく、ジョウト地方のトレーナーはカントー地方のセキエイ高原にあるリーグ本部に挑むことになる。
都市・町の数は10個、道路・水道は29から46番。『金・銀・クリスタル（金・銀はゲームボーイカラー使用の場合）』では、各都市の民家の屋根がそれぞれの都市名にちなんだ色合いになっている。
アニメではシロガネ山の麓でジョウトリーグシロガネ大会が開催されている。またサトシと旅をしたレギュラーキャラクターが降板後、この地を訪れることが多く、現在ハルカ、ヒカリ、デント、アイリス、タケシが確認されている。『アドバンスジェネレーション』及び『ダイヤモンド&パール』の発言によると、新たにポケモンコンテストの会場が作られたことが明らかになっている。
- 英語版は「Johto」と表記される。
- 韓国語版での表記はカントー地方同様、直訳され、성도지방(漢字: 城都地方 2000年式: Seongdo Jibang, MR式: Sõngto Chipang)と表記される。

#### 都市・町
ワカバタウン
主人公の家があるはじまりの町。ジョウト地方の東端に位置する田舎町で、東にある水路を渡るとカントー地方へ行ける。風の吹きわたる町。
ウツギポケモン研究所（ウツギポケモンけんきゅうしょ）
ウツギ博士の研究所。『金・銀・クリスタル』では「タマゴ」を研究している。序盤でライバルが研究所に侵入し、ポケモンを奪って逃走する。
ヨシノシティ
ワカバタウンの西にある海と花がある町。ジョウト地方で最も小さなシティで、ジムが存在しない。案内好きのおじいさんが住んでいて、話しかけると町の施設を案内してくれ、話に付き合ったお礼にポケギアの「タウンマップカード」をくれる。
キキョウシティ
木造民家や古い塔がある町。最初のジム戦がある。バトルについての基礎知識を学べる施設がある（シリーズ恒例）。
キキョウジム
ジムリーダーはひこうタイプ使いのハヤト。トレーナーは「とりつかい」が多い。
マダツボミの塔（マダツボミのとう）
町の北部に建つ三重塔。巨大なマダツボミが塔の柱になったとの伝説があり、マダツボミの像が多く置かれている。中では多くの坊主が修行をしている。内部にはゴースが生息するため、「夜になるとマダツボミの塔にお化けが出る」と噂されている。
ヒワダタウン
町中にヤドンがいるのどかな町。ヤドンがあくびをすると雨が降るとの伝承が伝わっている。序盤ではロケット団によってヤドンの誘拐事件が起こる。職人の町でもあり、ボール職人のガンテツや、「もくたん」の炭焼き職人が住んでいる。『金・銀・クリスタル』ではフレンドリィショップで「もくたん」を購入できる。
ヒワダジム
ジムリーダーはむしタイプ使いのツクシ。「むしとりしょうねん」や「ふたごちゃん」など子供のトレーナーが多い。
ジムの内部には草や木が生えており回り道をしないとジムリーダーに辿り着けない。
ヤドンの井戸（ヤドンのいど）
町の東にある広く深い井戸。ヤドンが多く生息している。高値で取り引きされるヤドンの尻尾を目当てに、ロケット団が立てこもり事件を起こす。
コガネシティ
ジョウト地方一の大都市で、ラジオ塔や百貨店、ゲームコーナー、姓名判断師の家、地下通路、地下商店街、ミラクルサイクルなど様々な施設が集まっている。ポケモン転送システムを開発したマサキの故郷でもある。冒険の中盤にはラジオ塔がロケット団に占拠されてしまう。
コガネジム
ジムリーダーはノーマルタイプ使いのアカネ。トレーナーは「ミニスカート」や「おとなのおねえさん」が多く、男性は入り口付近のアドバイザーのみ。
ジム内部にはピッピの形にブロックが配置されている。
コガネ百貨店（コガネひゃっかてん）
6階から地下2階まで8階層に及ぶ、ポケモンシリーズ史上最大のショップ。『金・銀・クリスタル』では5階に「不思議な贈り物」機能を追加してくれる少女がいる。地下2階は地下通路と通じている。カントー地方のタマムシデパートとは姉妹店。
ラジオ塔（ラジオとう）
5階建てのラジオの放送局。冒険の中盤では、サカキを呼び戻そうとするロケット団によって占拠される。ラジオ塔が出来る前は古い木造の塔が建っていたらしい。
コガネ駅（コガネえき）
コガネシティとヤマブキシティを結ぶリニアの発着駅。冒険序盤には利用できないが、カントー地方でロケット団から「きかいのぶひん」を取り返してはつでんしょに持って行き、ものまねむすめから「ていきけん」（『金・銀・クリスタル』）をもらうと利用できるようになる。
エンジュシティ
碁盤目状の古都で、ジョウト地方の中でも特に和風の建造物が多い。美しい踊りを披露する「まいこはん」がおり、町のほぼ中央にまいこはんとポケモン勝負ができる「エンジュおどりば（かぶれんじょう）」がある。町の北にはスズの塔・焼けた塔という2つの塔があり、この塔にまつわるポケモンの伝説が伝わる。
エンジュジム
ジムリーダーはゴーストタイプ使いのマツバ。「イタコ」や「ぼうず」といったゴーストポケモン使いが集う。『クリスタル』では、焼けた塔でのイベントをクリアするまで入れない（おじいさんに追い出される）。
一部の床は歩けるルートが見えなくなっており、そこから外れると入口に戻されてしまう仕掛けになっている。
スズの塔（スズのとう）
伝説のポケモン・ホウオウが舞い降りる9階建ての塔。行くためには「にじいろのはね」が必要（『クリスタル』では「とうめいなスズ」も必要）。『クリスタル』では更にイベントが追加されている。
焼けた塔（やけたとう）
その昔、落雷による火事で焼失した塔。焼失前はカネの塔としてスズの塔と並び立っており、ルギアが舞い降りる9階建ての塔だった。火事で一度死んだのちホウオウによって蘇ったとされる伝説のポケモンライコウ・エンテイ・スイクンが眠っている。金・銀ではマップ上で三重塔のように描かれているが、『クリスタル』では2階以上が消失したようにグラフィックが変更され、避けては通れないイベントも発生する。
アサギシティ
活気あふれる港町で、岬には海を照らす灯台が建つ。町の北方にはモーモー牧場があり、町の西方には『クリスタル』ではバトルタワーが登場する。うずまき島にまつわる伝承があり、「いい子にしないとうずまき島にとじこめるぞ」と言って子供をしつける。
また、『ルビー・サファイア・エメラルド』の主人公がホウエン地方に引っ越す前に住んでいた町でもある。
アサギジム
ジムリーダーははがねタイプ使いのミカン。『金・銀・クリスタル』ではジムトレーナーが1人もいない。
ジム内部は一切仕掛けのない一本道となっている。
アサギの灯台（アサギのとうだい）
町の東にある灯台。内部はトレーナーの修行の場にもなっている。「アカリちゃん」という名のデンリュウが最上階で灯りを照らしているが、病気のためミカンの看病を受けている。
アサギ港（アサギこう）
カントー地方のクチバシティまでの定期船・アクア号が発着する港。月曜日と金曜日に出航する。
タンバシティ
うずまき島の海域を抜けた先にある、砂浜の上に発達した浜辺の町。現実世界における四国に位置している。秘伝の薬を作る創業500年の「タンバくすりや」や、ポケモンの写真を撮ってくれる写真オヤジの家がある。『クリスタル』ではスイクンのイベントが起こる。町の北部には岩が散らばっていて、砕くと道具や野生のポケモンが出現する。
タンバジム
ジムリーダーはかくとうタイプ使いのシジマ。トレーナーは「からておう」ばかり。ジムの近くにはシジマの奥さんがいる。
重い岩が道を閉ざしており、正しい手順で動かさないと先に進めない。
チョウジタウン
かつて忍者の里だった山あいの小さな町。町の北方にいかりの湖があり、その名を冠した「いかりまんじゅう」が名物。フレンドリィショップの代わりに怪しい土産物屋があり、地下にはロケット団の大規模なアジトが広がっている。
チョウジジム
ジムリーダーはこおりタイプ使いのヤナギ。「ボーダー」や「スキーヤー」がこおりポケモンを鍛えている。
『金・銀』では床が凍っていてうまく進めない。
ロケット団のアジト（ロケットだんのアジト）
怪しい土産物屋の地下に広がる3層構造のアジト。怪電波を発信し、いかりの湖のコイキングを無理やり進化させ、赤色のギャラドスにしていた。侵入者に対する監視システムやパスワードシステムが導入されている。アジトの奥には行方不明の首領・サカキの部屋も用意されている。アジト壊滅後はおばあさんが営む普通の土産物屋になる。
フスベシティ
ドラゴンポケモンを崇め奉る、険しい山々に囲まれた町。古くからドラゴン使いのトレーナーを多く輩出してきた町で、四天王チャンピオンのワタルもここの出身である。町の北にはトレーナーが修行する「竜の穴」という洞窟がある。シリーズ初登場となる「忘れオヤジ」が住んでいる。
フスベジム
ジムリーダーはドラゴンタイプ使いのイブキ。強豪の「エリートトレーナー」が集まる。
『金・銀』では2階建てになっており、岩を落として足場を作り、溶岩を渡って先に進む仕組み。
竜の穴（りゅうのあな）
ドラゴンポケモン使いのトレーナーが修行する洞窟。『金・銀』では一本道の先にある「りゅうのキバ」を取るだけだが、『クリスタル』ではドラゴンポケモン使い（「エリートトレーナー」と「ふたごちゃん」）とのバトルや、長老からの珍しい技を覚えたポケモンのプレゼントなど、イベントが追加されている。
わすれおやじの家（わすれオヤジのいえ）
ポケモンの技を忘れさせてくれる不思議なオヤジが住む。オヤジが登場したのは忘れさせられない秘伝技の種類が増えたことと、タイムカプセルで送れるポケモンに技の制限がかけられたことが大きな原因である。

#### 道路・水道
29番道路（29ばんどうろ）
ワカバタウンとヨシノシティを繋ぐ道路。ヨシノシティからワカバタウンに移動する時は、段差を利用して草むらに踏み込まずに通り抜けることも可能。
30番道路（30ばんどうろ）
ヨシノシティから北に走る道路。道の途中にはポケモン研究に情熱を注ぐ「ポケモンじいさん」の家がある。ここで初めてポケモンバトルを挑んでくるトレーナーが現れる。31番道路とは直結。
31番道路（31ばんどうろ）
30番道路と直結しキキョウシティに至る道路。途中にくらやみの洞穴の入り口がある。
32番道路（32ばんどうろ）
キキョウシティとつながりの洞窟、アルフの遺跡を結ぶ道路。道路の一部は海に突き出した桟橋になっており、釣りの名所として親しまれる。ジョウト地方で最も長い道路である。
33番道路（33ばんどうろ）
つながりの洞窟とヒワダタウンを繋ぐ、ジョウト地方で最も短い道路である。
34番道路（34ばんどうろ）
ウバメの森を抜けてコガネシティへ続く道路。「タマゴ」が発見された育て屋がある。大都市の近郊なためか、警官がパトロールしている。
35番道路（35ばんどうろ）
コガネシティから北へ延びる道路。大都市の郊外であるため、道の両側に柵が立てられて綺麗に整備されている。途中に自然公園がある。34番道路と同様に警官がパトロールしている。
36番道路（36ばんどうろ）
コガネシティ・エンジュシティ・キキョウシティの三方を結ぶ道路。ウソッキーが通せんぼうをしている。
37番道路（37ばんどうろ）
エンジュシティから南へ延びる道路。3種類のぼんぐりの木が生えている。
38番道路（38ばんどうろ）
エンジュシティから西へ向かう道路。荒地が広がっており、林や崖が入り乱れて複雑な地形を作っている。39番道路とは直結。
39番道路（39ばんどうろ）
38番道路からアサギシティへ延びる道路。途中にはモーモー牧場があり、イベントを済ませると回復アイテム「モーモーミルク」を買うことができる。
40番水道（40ばんすいどう）
アサギシティの西の海岸からうずまき島へ延びる水道。『クリスタル』ではこの近くにバトルタワーがある。
41番水道（41ばんすいどう）
タンバシティからアサギシティ方面へ向かう水道。うずまき島一帯の海域。
42番道路（42ばんどうろ）
エンジュシティとチョウジタウンを結ぶ道路。水路によって道が3つに分断されており、そのそれぞれに1か所ずつスリバチ山への入り口がある。
43番道路（43ばんどうろ）
チョウジタウンからいかりの湖へ延びる道路。木や草が生い茂る林の中を進む。
44番道路（44ばんどうろ）
チョウジタウンから氷の抜け道へ延びる道路。池によって道路が北と南に分けられている。池の中央の小島には珍しいくさポケモンが生息する。
45番道路（45ばんどうろ）
フスベシティから南へ延びる道路。「マウンテンロード」と呼ばれる荒々しい道で、段差によってフスベシティ方面からの一方通行になっている。46番道路とは直結。くらやみの洞穴の入り口がある。
46番道路（46ばんどうろ）
45番道路に続き、29番道路へ延びる道路。途中の草むらまでは序盤でも入ることが可能。途中にくらやみの洞穴の入り口がある。

#### 自然・その他
アルフの遺跡（アルフのいせき）
キキョウシティの南西にある遺跡。4つの石版があり、そのパズルを解くとアンノーンが出現するようになる。遺跡内でラジオをかけると不思議な音がする(通称「アンノーンラジオ」)。『クリスタル』ではイベントが追加されている。
つながりの洞窟（つながりのどうくつ）
キキョウシティからヒワダタウンへ向かう途中にある洞窟。地下階がアルフの遺跡に繋がっている。エンカウント率が高く、自転車で走行していても野生ポケモンに遭遇しやすい。毎週金曜には洞窟最奥部に珍しいポケモンであるラプラスが1匹出現する。
ウバメの森（ウバメのもり）
昼間でも日光が入らないほど、木が鬱蒼と生い茂った森。木材資源はヒワダタウンの「もくたん」づくりに利用されている。森のなかほどには森の神様あるいは護り神をまつる祠がある。『金・銀』では戦いを挑んでくるトレーナーが1人もいないが、『クリスタル』では話しかけるとバトルになるトレーナーが1人いる。
自然公園（しぜんこうえん）
モンスターボール状に噴水と草はらが配置された緑溢れる公園。火・木・土の毎週3回虫取り大会が行われ、他では目にかかれない珍しいポケモンやアイテムを入手できる。
バトルタワー
『クリスタル』にのみ登場。アサギシティの北西にあり、冒険中盤から利用できる。
うずまき島（うずまきじま）
うずしおによって閉ざされている4つの小島で、秘伝技「うずしお」を使わないと入れない。島の奥にはルギアがいる。ルギアに会うには「ぎんいろのはね」が必要だが、『ソウルシルバー』ではこれに加えて「うみなりのスズ」が必要になる。
スリバチ山（スリバチやま）
内部の洞窟に雄大な滝と巨大な迷路が展開されている山。最深部では「カラテだいおう」が修行しており、勝つと珍しいポケモン・バルキーをもらえる。
いかりの湖（いかりのみずうみ）
チョウジタウンの北にある大きな湖。ギャラドスが暴れまわってできたとの言い伝えがあり、別名「ギャラドス湖」。コイキングが多数生息している。冒険中盤には、ロケット団によって無理やり進化させられた色違いポケモンの赤いギャラドスが出現する。湖の北西には小屋がある。
氷の抜け道（こおりのぬけみち）
フスベシティに続く凍てついた洞窟。こおりポケモンが多数生息している。滑る床や押せる岩などの複雑な仕掛けが行く手を阻む。『クリスタル』では壁などのグラフィックが他の洞窟と同じ岩から氷に描き換えられた。
くらやみの洞穴（くらやみのほらあな）
31番道路、45番道路、46番道路の3つの道路に入り口が開いている。中がとても暗く、秘伝技「フラッシュ」をしないと何も見えない洞窟。稀にソーナンスやノコッチといった珍しいポケモンが出現する。
シロガネ山（シロガネやま）
ジョウト地方とカントー地方にまたがる聖なる山で、凶暴な野生ポケモンが数多く生息する。カントー地方の28番道路からしか入れない。ポケモンセンターがある。ジョウト地方とカントー地方の全てのジムバッジを集めた者しか入山が許されない（ポケモンセンタースタッフ、人目を避けたい元アイドル、カメラおやじのゲンゾーは例外）。
アニメではこの山のふもとでジョウトリーグが開催されている。

## 音楽
| 発売日         | タイトル                                                                                 |
| -------------- | ---------------------------------------------------------------------------------------- |
| 2009年10月28日 | ニンテンドーDS ポケモン ハートゴールド&ソウルシルバー ミュージック・スーパーコンプリート |

シリーズで唯一サウンドトラックが発売されていないが、リメイクである『ハートゴールド・ソウルシルバー』のサウンドトラックの3枚目のディスクに本作のBGM全曲を再現したものが収録されている。

## ポケットモンスター クリスタルバージョン
『ポケットモンスター クリスタルバージョン』は、『金・銀』の別バージョンである。パッケージのポケモンはスイクン。『金』と『銀』との違いと同じように、『クリスタルバージョン』もポケモンの出現率、出現するポケモンの種類、図鑑のテキストがそれらとは異なるが、さらに、一部シナリオやシステムの追加・変更、フィールドマップや一部ポケモンのグラフィックの変更、女の子の主人公の追加、モバイルアダプタGBへの対応、オープニングムービーの変更などが施されている。
別バージョンとしては、前作で同様の立ち位置にある『青』と『ピカチュウ』に比べるとシナリオ、システムともに新要素、追加要素が多いのが特徴で、『金・銀』ではプレイヤー自らが発見しない限り会うことのない伝説のポケモンが本作では目立つ形でシナリオに登場する。特にパッケージにも採用されている伝説のポケモン、スイクンはシナリオの各所で関わるようになっている。

### 特徴
- シリーズで初めて、女の子の主人公を選べるようになった。
- モバイルアダプタGBに対応し、遠く離れた場所にいるプレイヤーとでも携帯電話とつなげることで通信が可能になった。
- モバイルアダプタGBを利用した対戦施設「バトルタワー」が初めて登場した。
- そのポケモンを捕まえた場所、捕まえた時のレベル、捕まえたトレーナーの性別がポケモン1匹ごとに記録されるようになった。
- 野生として出現する、トレーナーが繰り出す、ステータス画面で確認する時にポケモンのグラフィックが動くようになった。
- シリーズで初めて、伝説のポケモン（ライコウ、エンテイ、スイクン）専用の戦闘曲が用意された。
- NPCから直接技を教えてもらえる「おしえわざ」が初めて登場した。
- ジョウト地方の伝承が深く掘り下げられ、ライコウ、エンテイ、スイクンとホウオウの関係が明かされた。
- ポケギアで連絡できるNPCとの会話において、『金・銀』では別人であってもテキストを使いまわしているせいか同じ口調で同じセリフしか言わない場合も少なくなかったが、『クリスタルバージョン』ではトレーナーごとに異なる口調で異なる内容を話すようになった。
- 対応プラットフォームがゲームボーイカラー専用であるため、カラー以前のゲームボーイシリーズではプレイ出来ない。

### モバイルモード
『クリスタルバージョン』は、モバイルアダプタGBをゲームボーイカラーに接続して電源を入れることで「モバイルモード」となり、これ以降は起動するたびに「モバイルシステムGB」のロゴがオープニング再生前に表示されるようになる。それと同時にタイトル画面の後に表示されるメニュー（つづきから はじめる、さいしょから はじめる、せっていを かえる）に「モバイル」と「モバイルスタジアム」が表示されるようになる。
- モバイルモードになるとできること
  - コガネシティのポケモンコミュニケーションセンター (PCC) のBGMが変わる。
  - PCCにて、育て屋夫婦に通常では覚えられない技を覚えたポケモンが生まれるタマゴ（色違いが生まれる場合もある）と交換してもらえる「タマゴけん」がもらえる。
  - PCCのニュースマシン（モバイルでデータを受け取る）が利用できるようになる。受け取るデータは毎月異なり、単なるニュースであることもあれば、クイズが添付されており、正解すると道具がもらえることもある（わざマシンなど）。
  - PCCで全国のプレイヤーの記録を見ることができる。ポケモンを倒した数、捕まえた数など
  - バトルタワーが利用できるようになり、NPCとして登場する全国のプレイヤーのデータと7人勝ち抜き制の対戦ができる。レベル10, 20, 30といった具合に10刻みで100までポケモンのレベルで区切られた部屋（ルーム）があり、自分も同じレベルのポケモンで戦わなければならない。そのルームの7人に勝ち抜くと、自分の手持ちとトレーナーの名前のデータが登録され、後日NPCの対戦相手として登場するようになる。伝説のポケモン、幻のポケモンに対する使用制限はない（ミュウツーであれば正規のプレイで入手可能なレベル70以上のルームで使用可能といった具合だが、レベルに関しては普通のポケモンにも言える。）。
  - メニュー「モバイルスタジアム」を使ってデータを受け取り、『ポケモンスタジアム金銀』と連動することで、公式大会の上位者の対戦データを再生することができ、またそのプレイヤーのデータを使うNPCと対戦することができる。

## 発売延期と開発の遅れ
タイトル自体は前作の発売から間もない1996年の春に『ポケットモンスター2』として発表され、発売予定時期は1997年末とされていた。しかし開発が大幅に遅れ、1997年夏のNINTENDOスペースワールド’97で体験版が出展された。それ以降、『ポケットモンスター2』のタイトルロゴが変更されポケットモンスター『金・銀』1998年3月下旬発売予定となっていた。結果として発売されたのはさらにその1年以上後、『赤・緑』の発売から3年半以上が経過した時期であったが、それが本作の「前作の3年後の物語」という舞台設定とリンクしている。最終的に1999年11月まで発売が延期されたため、アニメ版が金銀編のストーリーを先行する形となった。
開発当初は『赤・緑』同様ゲームボーイ用ソフトとして発売予定だったが、開発の遅れによりゲームボーイカラーが先に発売されたため、ゲームボーイ&カラー共通カートリッジに変更された。このため、当初公開されたゲーム画面のスクリーンショットは『赤・緑』と同程度のグラフィックだったが、製品版におけるゲーム画面ではグラフィックが向上している。
当時ハル研究所社長であった岩田聡がプログラマーとしてグラフィックの圧縮に貢献しており、VC版（後述）『金・銀』のポケモンを『ポケットモンスター ウルトラサン・ウルトラムーン』へ連れて行き、モリモトとのバトル時に手持ちに入れていると特別なメッセージを聞くことができる。
発表初期には、スピードアップアイテムの変更として自転車がスケートボード（アイテム名は「スケボー」）になると幾つかの雑誌で発表され、公式イラストも登場したが、結局変更されず、自転車のままだった。また同時に「相手トレーナーのポケモンを捕獲できるようになる」というシステムも発表されたが、こちらも廃案となった（このアイデアは後年『ポケモンコロシアム』の「スナッチ」として採用された）。
当時任天堂はゲームボーイ用ロムカセットを台湾で製造していたが、発売同年9月に起こった921大地震で製造工場は大打撃を受けた。そのため、同年11月1日に予定していたニンテンドウパワー用GBメモリカートリッジの発売を翌年3月1日に延期し、全製造ラインを本作に回すという緊急の処置を取った。だが、需要に対して供給は全く追いつかず、発売1ヶ月ほどは深刻な品薄状況が続いた。しかし、そのような事態に見舞われながらも本作は1999年ゲーム売り上げ本数1位となった。

## バーチャルコンソール
2017年6月6日のPokémon Directにて、2017年9月22日にニンテンドー3DS用バーチャルコンソールソフトとして『金』『銀』の2バージョンが配信されることが発表された。先行して同年9月14日から「あらかじめダウンロード」を開始した。ゲームボーイカラー版の画面を再現オリジナル版同様に、VC版『金・銀』同士の対戦・交換や、VC版『赤・緑・青・ピカチュウ』との交換が可能。また、ポケモンバンクに対応しており、VC版で捕まえたポケモンを『ポケットモンスター サン・ムーン』や『ポケットモンスター ウルトラサン・ウルトラムーン』へ連れていくことができる。
2018年1月26日にVC版『クリスタルバージョン』が配信。こちらもポケモンバンクに対応する。
ただし金銀にあったポケットプリンタやクリスタルバージョンのモバイルアダプタGBの機能は使用することができなくなっている。